# Reduto da Pedra do Sal
O Reduto da Pedra do Sal localizava-se no porto da Amarração, atual Praia da Pedra do Sal, a nordeste da atual Ilha Grande  (Piauí), entre o Rio Canárias e o Rio Igaraçu no  Delta do Parnaíba, no litoral do estado do Piauí, no Brasil.
Em época colonial, teria existido no mesmo local um Fortim (Fortim da Amarração) (COSTA, 1974:346).

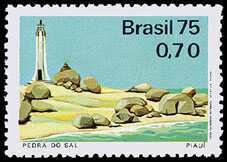
Selo postal de 1975 estampando o farol.

## História
No contexto da Guerra da Independência do Brasil (1822-1823), em 1823, este Reduto erguia-se em posição dominante sobre a barra e o porto da Amarração (Reduto da Amarração). Com a evacuação da vila da Parnaíba pelas forças brasileiras em retirada (4 de dezembro de 1822), a artilharia deste reduto foi encravada na ocasião. (COSTA, 1974:346).
Um historiador maranhense assim refere o episódio: "(...) Os independentes, antes de evacuarem a vila [de São João do Parnaíba, a 4 de dezembro de 1822], tinham encravado a artilharia do pequeno reduto que defendia a barra de leste do [rio] Parnaíba, denominado Pedra do Sal." (VIEIRA DA SILVA. apud: COSTA, 1974:275).
O reduto existiu no local onde hoje se ergue o Farol da Pedra do Sal (COSTA, 1974:346).